# Kang Sok-ju
Kang Sok-ju (coreano: 강석주; Pyongwon, 29 de agosto de 1939-Pionyang, 20 de mayo de 2016) fue un diplomático y político de Corea del Norte. Fue vicepremier entre 2010 y 2016, y Ministro de Relaciones Exteriores interino en 2007.

## Biografía
Después de haber obtenido un título de licenciatura en francés en la Universidad de Asuntos Internacionales de Pionyang, Kang comenzó una carrera diplomática. Su primera posición significativa fue como director adjunto del Partido del Trabajo de Corea para asuntos internacionales, y luego director. En 1980, fue nombrado jefe de la sección de su oficina. En 1984, se incorporó al Ministerio de Relaciones Exteriores, y en 1986 se convirtió en Primer Viceministro de Relaciones Exteriores, cargo que ocupó hasta 2010.
Fue miembro de la 10° y 11° Asamblea Suprema del Pueblo.
En la década de 1990, participó de manera destacada en conversaciones diplomáticas con Estados Unidos sobre el programa nuclear de su país. Posteriormente, estuvo a cargo de supervisar las relaciones de Corea del Norte con los Estados Unidos, que se convirtieron en su área de especialización. Reuters afirmó que Kang «diseñó el desarrollo del programa nuclear del Norte que [...] ha sido la fuente principal de las tensiones de seguridad regional».
KBS lo describió un funcionario que ha «captado la atención mundial», y agregó: «Considerado demasiado agresivo a veces, Kang a veces causaba problemas con su actitud agresiva. Tomó varias decisiones cruciales sin consultar al partido y fue enviado a un campo de concentración para entrenarse en disciplina revolucionaria».
En septiembre de 2010, fue promovido al puesto de vice primer ministro del gobierno de Corea del Norte, bajo la presidencia del primer ministro, Choe Yong-rim. Su tarea específica fue supervisar la política exterior. Kim Kye-gwan lo reemplazó como primer viceministro de relaciones exteriores.
La BBC lo describió como un «confidente del líder Kim Jong-il».